# Janez Pavčič
Janez Pavčič, slovenski smučarski tekač, * 18. oktober 1928, Ljubljana.
Služboval je v policiji oz. milici in bil vodja ljubljanske prometne milice.
Kavalar je za Jugoslavijo nastopil na Zimskih olimpijskih igrah 1956 v Cortini d'Ampezzo, kjer je nastopil v teku na 15 in 30 km ter v štafeti 4 x 10 km.
Je najstarejši še živeč slovenski olimpijec.